# 백목련
백목련(白木蓮, Magnolia denudata)은 목련과에 딸린 큰키나무이다. 중국에 중부, 동부에 자생한다. 기원후 600년 이후로 중국 사찰의 마당에서 경작되어왔다. 당나라에서는 깨끗함의 상징으로 간주되어 황제가 거하는 궁전의 토지에 심었다. 종종 백란으로 불리기도 하며, 대한민국 대전광역시·중국 상하이시의 공식 도시꽃이기도 하다.

## 개요
30피트 (9.1 미터) 높이로 자란다. 잎은 달걀 모양의 밝은 녹색이며 15cm 높이에 8cm 너비이다. 나무 껍질은 거칠고 짙은 회색이다. 10~16cm의 흰 꽃들은 초봄에서 늦봄 사이에 핀다.

## 경작
이 식물은 정원에서 관상용 나무로 사용된다. 다른 목련속과 비슷하게 비옥하고 수분이 있는 토양을 좋아한다.

## 참조
1. ↑  Nianhe Xia, Yuhu Liu & Hans P. Nooteboom. “Yulania denudata”. 《Flora of China》. 미주리 식물원, St. Louis, MO & Harvard University Herbaria, Cambridge, MA. 2013년 5월 2일에 확인함.

- Russell, Tony & Catherine Cutler (Hermes House 2004) Trees, an Illustrated Identifier and Encyclopedia Aness Publishing.